# Рот-Вайс (Ерфурт)
«Рот-Вайс» (нім. «FC Rot-Weiß Erfurt») — німецький футбольний клуб з Ерфурта. Заснований 26 січня 1966 року.

## Досягнення
- Чемпіон НДР: 1954, 1955
- Віце-чемпіон НДР: 1951